# Johannebergskyrkan
Johannebergskyrkan är en kyrkobyggnad i Johannebergs församling i Göteborgs stift. Den ligger i stadsdelen Johanneberg i Göteborgs kommun.

## Historia
Beslut om kyrkans uppförande fattades av kyrkofullmäktige 21 mars 1935, och 11 september 1936 fastställde Kungl. Maj:t ritningarna. Vid invigningen Tacksägelsedagen 13 oktober 1940 rymde kyrkan mer än 1 000 sittplatser och hade kostat närmare en miljon kronor att bygga.
Parken utanför kyrkan och ner mot Gibraltargatan kom till 1942. Ursprungligen fanns planer på att parken även skulle sträcka sig förbi andra sidan Viktor Rydbergsgatan, genom terrängen förbi vattentornet och ansluta till parken vid Näckrosdammen, men så blev ej fallet.

## Kyrkobyggnaden
Byggnaden i handslaget gult tegel uppfördes 1938-1940 efter ritningar av Sigfrid Ericson. Kyrkan har ett mycket strikt formspråk med drag av både tjugotalsklassicism och funktionalism. Byggnadens intryck domineras av det 62 meter höga tornet, en så kallad kampanil, placerad i det södra hörnet. Huvudentrén ligger i nordost och koret i sydväst. 
I kyrktornet finns tre klockor, gjutna i Ystad, med en sammanlagd vikt på fem ton. Vid byggets välsignelse av biskop Carl Block lördagen den 24 september 1938 inmurades under den sista grundstenen ett kopparskrin. Skrinet innehöll huvudritningar till kyrkan, kyrkofullmäktige och stadsfullmäktiges handlingar i ärendet, dagens samtliga dagstidningar för Göteborg, i Sverige då gällande mynt i guld, silver och koppar, foton av byggnadstomten och en modell av kyrkan samt Kungl. Maj:ts brev med tillstånd till byggandet av kyrkan. 
Kyrkoherde Thor Wedlin lade även ned en bibel, ett exemplar av den nya psalmboken samt ett dokument som först upplästes och var av följande lydelse: "I året 1938 efter Frälsarens Jesu Kristi födelse, det trettioandra året av Konung Gustaf den femtes regering, då landshövding i Göteborgs och Bohus län var Malte Jacobsson, biskop över Göteborgs stift Carl Elis Daniel Block, tjänstgörande präster i Johannebergs församling Thor Oscar Wedlin, kyrkoherde och ordförande i församlingens kyrkoråd, Johan Adolf Helidén, komminister, och Ewert Olof Nordlund, kyrkoadjunkt ..." Därefter räknades namnen på kyrkorådets och byggnadskommitténs ledamöter, arkitekt och byggmästare upp. Dokumentet avslutades med: "förrättades den tjugofjärde september högtidliga invigningen av sista stenen i grunden till denna kyrka för Johannebergs församling, som nybildades 1929 genom delning av Göteborgs Vasa församling. Men honom, som förmår göra mer, ja, långt mer än allt vad vi bedja eller tänka, efter den kraft som är verksam i oss, honom tillhör äran i församlingen och i Kristus Jesus alla släkten igenom i evigheternas evighet. Amen." Entreprenör för byggnationen var byggmästare Lars Hansson.
Församlingshemmet, ritat av Ragnar Ossian Swensson, tillkom 1960.
Det finns även ett sidokapell, som ligger i rät vinkel mot själva kyrkan. Det kan avskiljas genom en höj- och sänkbar vägg.
Byggdnadsmaterialet är gult tegel i ytterväggarna och rött i innerväggarna. Korgolv, predikstol, altare och dopfunt är utförda i grågrön Kolmårdsmarmor.
Johannebergskyrkan har likheter med den år 1933 invigda Martinskyrkan i Åbo, som även den, förutom en likartad kampanil, basilikaform och placering - uppvisar en blandform av klassicism och funktionalism.

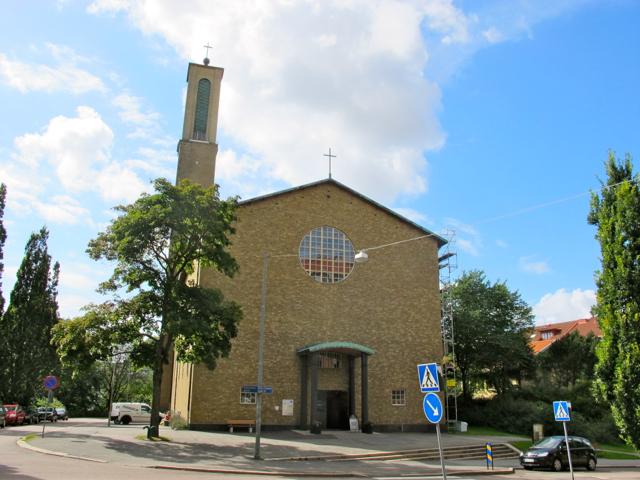
Johannebergskyrkan
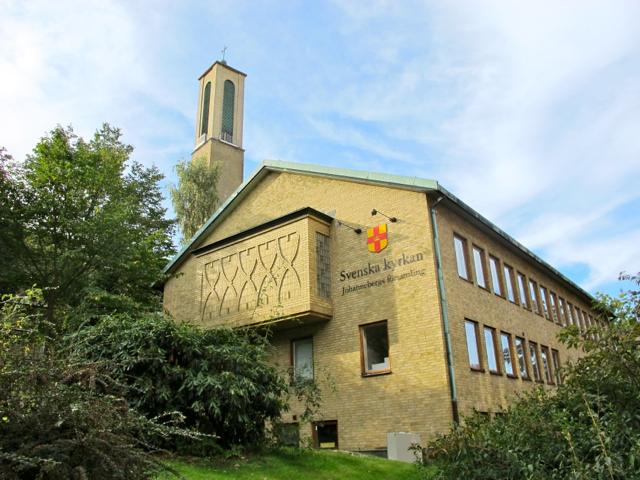
Sidobyggnaden

## Inventarier
De flesta av de fasta inventarierna ritades av kyrkans arkitekt. 
- Altaret av Kolmårdsmarmor har ett i brons gjutet skulpturverk av John Lundqvist som sattes upp 1952.
- Predikstolen är också utförd i Kolmårdsmarmor.
- Korset över altaret, samt ljuskronorna, är utförda i glas efter ritningar av artisten Lindstrand. De är tillverkade vid Orrefors glasbruk.
- Väggbonaden i applikationsteknik mellan sidokapellet och kyrkan, liksom textila verk på orgelläktaren, är komponerade av Karna Asker-Ericson.
- På norra sidoväggen hänger tavlan Den förlorade sonens hemkomst av Oscar Björck.

### Orglar
- På orgelläktaren i öster ovanför huvudingången, som är byggd i två våningar, står en orgel tillverkad av A. Magnusson Orgelbyggeri AB, som invigdes 1940 liksom kyrkan. År 1996 totalrenoverades och utökades orgeln av Lindegren Orgelbyggeri AB.[5] Instrumentet har 40 stämmor fördelade på tre manualer och pedal.[6]
- Sedan 2014 har kyrkan en kororgel som kommer från den numera nedlagda Pater Nosterkyrkan. Den är tillverkad 1996 av Lindegren Orgelbyggeri AB och byggdes om för att bättre passa Johannebergskyrkans akustik.[7] Orgeln har två manualer med 7 + 6 stämmor samt pedal med två stämmor.

### Klockor
Kyrkans tre klockor är gjutna av M & E Olsson i Ystad.
- Tacksägelseklockan/Storklockan. Diameter: 135 cm. Vikt: 1630 kg. Ton: Diss1 -10c.
- Trösteklockan/Mellanklockan. Diameter: 112,5 cm. Vikt: 950 kg. Ton: Fiss1 +20c.
- Ungdomsklockan/Lillklockan. Diameter: 99 cm. Vikt: 640 kg. Ton: Giss1 +10c.